# Сано, Тору
Тору Сано (яп. 佐野 達 Сано То:ру, род. 15 ноября 1963, Сидзуока) — японский футболист и тренер. Выступал за национальную сборную.

## Клубная карьера
На протяжении своей футбольной карьеры выступал за клуб «Иокогама Маринос», (ранее — «Ниссан Моторс»), к которому присоединился после окончания университета Хосэй в 1986 году. С 1988 по 1990 год клуб выиграл все главные титулы в Японии; национальный чемпионат, Кубок лиги и дважды — Кубок Императора. Но Сано провел гораздо меньше матчей на поле, чем мог бы, из-за травм. В 1992 году японская футбольная лига была подвергнута реформированию и проводила подготовку к созданию новой Джей-лиги. Сано так и не смог там сыграть, поскольку завершил карьеру в 1992 году.

## Карьера в сборной
С 1988 по 1990 год сыграл за национальную сборную Японии 9 матчей. Дебют Сано состоялся 27 января 1988 года в матче с Объединенными Арабскими Эмиратами. Он провел все матчи в составе национальной команды в 1988 году, также принял участие в Азиатских играх 1990 года. Матч турнира с Саудовской Аравией стал последним в карьере Сано за сборную Японии.

## Тренерская карьера
После окончания игровой карьеры Сано работал тренером в «Иокогама Маринос» (1993-96), «Иокогама Флюгельс» (1997-98) и «Киото Санга» (1999-03). В 2005 году он подписал контракт с клубом Лиги J2 «Зеспакусацу Гумма» и в 2009 стал её главным тренером. В 2010 году Сано перешёл на работу в клуб «В-Варен Нагасаки», выступавший в Японской футбольной Лиге (четвертом по силе дивизионе страны). В сезоне 2012 года ему удалось вывести команду в Лигу J2, после чего Сано ушёл в отставку. В 2013 году он подписал контракт с клубом региональной лиги «Фукуи Юнайтед». С 2016 по 2017 год Сано также тренировал «Хоё Оита».

## Достижения

### Командные
«Ниссан Моторс»
- Победитель Первого дивизиона японской футбольной лиги: 1988/89, 1989/90
- Обладатель Кубка Императора: 1988, 1989, 1991, 1992

### Индивидуальные
- Включен в символическую сборную японской футбольной лиги: 1987/88, 1988/89

## Статистика

### В клубе
| Выступления за клуб | Выступления за клуб | Выступления за клуб          | Лига  | Лига | Кубок            | Кубок            | Кубок лиги | Кубок лиги | Итого | Итого |
| Сезон               | Клуб                | Лига                         | Матчи | Голы | Матчи            | Голы             | Матчи      | Голы       | Матчи | Голы  |
| Япония              | Япония              | Япония                       | Лига  | Лига | Кубок Императора | Кубок Императора | Кубок лиги | Кубок лиги | Итого | Итого |
| ------------------- | ------------------- | ---------------------------- | ----- | ---- | ---------------- | ---------------- | ---------- | ---------- | ----- | ----- |
| 1986/87             | Ниссан Моторс       | Чемпионат Японии. Дивизион 1 | 22    | 0    |                  |                  |            |            | 22    | 0     |
| 1987/88             | Ниссан Моторс       | Чемпионат Японии. Дивизион 1 | 22    | 1    |                  |                  |            |            | 22    | 1     |
| 1988/89             | Ниссан Моторс       | Чемпионат Японии. Дивизион 1 | 18    | 0    |                  |                  |            |            | 18    | 0     |
| 1989/90             | Ниссан Моторс       | Чемпионат Японии. Дивизион 1 | 15    | 0    |                  |                  | 1          | 0          | 16    | 0     |
| 1990/91             | Ниссан Моторс       | Чемпионат Японии. Дивизион 1 | 2     | 0    |                  |                  | 4          | 0          | 6     | 0     |
| 1991/92             | Ниссан Моторс       | Чемпионат Японии. Дивизион 1 | 0     | 0    |                  |                  | 0          | 0          | 0     | 0     |
| 1992                | Иокогама Маринос    | Джей-лига                    | -     | -    | 0                | 0                | 0          | 0          | 0     | 0     |
| Итого               | Итого               | Итого                        | 79    | 1    | 0                | 0                | 5          | 0          | 84    | 1     |

### В сборной
| Сборная Японии | Сборная Японии | Сборная Японии |
| Год            | Матчи          | Голы           |
| -------------- | -------------- | -------------- |
| 1988           | 5              | 0              |
| 1989           | 1              | 0              |
| 1990           | 3              | 0              |
| Итого          | 9              | 0              |

### Тренерская статистика
| Команда           | С     | До    | Статистика | Статистика | Статистика | Статистика | Статистика |
| Команда           | С     | До    | И          | В          | П          | Н          | Побед %    |
| ----------------- | ----- | ----- | ---------- | ---------- | ---------- | ---------- | ---------- |
| Зеспакусацу Гумма | 2009  | 2009  | 51         | 18         | 11         | 22         | 35.29      |
| Всего             | Всего | Всего | 51         | 18         | 11         | 22         | 35.29      |